# Ville de Murray Bridge
La ville de Murray Bridge (Rural City of Murray Bridge) est une zone d'administration locale située dans l'État d'Australie-Méridionale. 
Elle élit dix conseillers et est divisée en trois secteurs.

## Villes
Les principales localités sont :
- Murray Bridge ;
- Callington ;
- Jervois ;
- Mypolonga ;
- Wellington.